# Суэйн, Шанис
Шанис Суэйн (англ. Shaneice Swain; род. 15 октября 2003 года, Кэрнс, штат Квинсленд, Австралия) — австралийская профессиональная баскетболистка, выступает за клуб женской национальной баскетбольной лиги «Сидней Флэймз». Была выбрана на драфте ВНБА 2024 года во втором раунде под четырнадцатым номером командой «Лос-Анджелес Спаркс». Играет на позиции разыгрывающего защитника.
В составе национальной сборной Австралии стала победительницей чемпионата Океании среди девушек до 15 лет 2018 года в Папуа — Новой Гвинее и чемпионата Океании среди девушек до 17 лет 2019 года в Новой Каледонии, а также стала серебряным призёром чемпионата мира 2021 года среди девушек до 19 лет в Венгрии.

## Ранние годы
Шанис Суэйн родилась 15 октября 2003 года в городе Кэрнс (штат Квинсленд), дочь Нормана Суэйна, у неё есть два брата, а училась она там же в государственной школе этого города, в которой выступала за местную баскетбольную команду.

## Профессиональная карьера
В 2021 году Шанис Суэйн подписала соглашение на два года с командой женской национальной баскетбольной лиги «Канберра Кэпиталз», однако в дебютном сезоне провела всего пять матчей. В сезоне 2022/2023 годов она сыграла 18 встреч, 13 из них в стартовом составе, набирая по 14,5 очков, 3,4 подбора и 2,1 передачи в среднем за игру, а также реализуя 40,9 % бросков с игры, 36,2 % дальних бросков и 63,0 % штрафных. В этом сезоне Суэйн заняла четвёртое место в ЖНБЛ по перехватам в среднем за игру и вошла в топ-15 по реализованным трёхочковым броскам. В 2023 году Шанис подписала контракт с клубом «Сидней Флэймз», однако из-за травмы в сезоне 2023/2024 годов провела всего три матча. Сезон 2024/2025 годов стал для Суэйн самым успешным, так как она впервые помогла своей команде пробиться в финалы ЖНБЛ, куда в последний раз «Флэймз» выходили в сезоне 2017/2018 годов, где в первом раунде «Сидней» проиграл «Бендиго Спирит» со счётом 0:2. В этом сезоне она сыграла 22 встречи, 20 из них в стартовом составе, набирая по 17,1 очков, 3,5 подбора и 3,8 передачи в среднем за игру, а также реализуя 37,8 % бросков с игры, 33,5 % бросков из-за дуги и 83,9 % штрафных.
В 2023 году Шанис Суэйн выставила свою кандидатуру на драфт ВНБА, на котором и была выбрана во втором раунде под общим четырнадцатым номером командой «Лос-Анджелес Спаркс», но в женской национальной баскетбольной ассоциации ещё не играла. 5 февраля 2025 года она подписала договор новичка со «Спаркс».